# Reposaari (ö i Norra Österbotten, Koillismaa, lat 65,47, long 28,78)
Reposaari är en ö i Finland. Den ligger i sjön Tyräjärvi och i kommunen Taivalkoski i den ekonomiska regionen  Koillismaa ekonomiska region  och landskapet Norra Österbotten, i den nordöstra delen av landet, 600 km norr om huvudstaden Helsingfors. Öns area är 19,1 hektar och dess största längd är 0,7 kilometer i sydöst-nordvästlig riktning.